# Dicranomyia torpida
Dicranomyia torpida là một loài ruồi trong họ Limoniidae. Chúng phân bố ở miền Australasia.